# Алмаз-1А
Алмаз-1А — автоматична орбітальна станція, створена за програмою «Алмаз-Т» з метою виконання програм наукового та економічного призначення, міжнародного співробітництва Міністерства Оборони СРСР. Основним призначенням станції був радіолокаційний огляд Землі за допомогою РСА «Меч-КУ».

## Конструкція та історія експлуатації
Станція була створена спочатку в безпілотному варіанті. За базовий варіант була прийнята ДОС «Алмаз».
Двосторонній огляд не був реалізований через нерозкриття антени лівого борту (помилка циклограми розкриття). З цієї причини зйомка полярних областей вище 72° пн.ш. була можливою тільки при розвороті КА на 180° навколо вертикальної осі.
Розрахунковий термін існування був 30 місяців. Однак, підвищена сонячна активність в період польоту змусила кожні 24 доби (в середньому) здійснювати корекцію орбіти. З цієї причини запас палива для корекції орбіти був витрачений раніше прогнозованого. Керований спуск КА з орбіти був здійснений 17 жовтня 1992.
В ході експлуатації КА «Алмаз-1А» був накопичений великий матеріал по радіолокаційному зондуванню Землі в S-діапазоні. Було здійснено велику кількість унікальних експериментів з зондування морської поверхні, спостереженню течій, поверхневих проявів внутрішніх хвиль, спільні багаточастотні експерименти з РСА іноземних КА. Широко використовувалося зондування під крутими кутами на малих дальностях, де потенціал РСА вище.

## Корисне навантаження
РСА «Меч-КУ» — радіолокатор з синтезованою апертурою антени розробки НВО «Вега».
Радіолокаційна система включала в себе дві хвильові антенні решітки розміром 1,5×15 м, що формують два окремих променя.
Характеристики:
- Робоча частота — 3 ГГЦ;
- Просторова роздільна здатність — 15 м;
- Поляризація сигналів — лінійна горизонтальна;
- Випромінювана потужність — 190 Вт (імпульсна), 80 Вт (середня);
- Тривалість зондувального імпульсу — 0,07 і 0,1 мс;
- Частота повторення імпульсів — 3 кГц;
- Ширина променя САР на місцевості — 30 км;
- Ширина смуги захоплення — 350 км;
- Протяжність записи РЛ-зображення уздовж траси — 20-240 км.

Склад:
- Резервна РСА, аналогічна що використовувалася на КА «Космос-1870»
- Радіометр з робочими довжинами хвиль 08 і 5 см, що забезпечують отримання зображень в смузі шириною 600 км з просторовою роздільною здатністю 10-30 км і радіометричної точністю 0,3 гр.

Інформація з борту передавалася на землю за допомогою супутника-ретранслятора «Луч» в цифровому вигляді. Щодня забезпечувалася обробка до 100 знімків.

## Цікаві факти
- НВО Машинобудування і Hughes STX уклали контракт на використання РЛ-знімків з борту станції в США. Доходи від реалізації склали 250 тис.$, хоча спочатку планувалося продати на 2 млн $.
- Зі станції «Алмаз-1А» була успішно здійснена розвідка льодової обстановки навколо теплохода «Сомов», затиснутого льодами в Антарктиді в період полярної ночі, і видано рекомендації щодо виведення його з льодового полону.